# San Francisco (Putumayo)

Mapa da localização da cidade

San Francisco é um município da Colômbia, localizado no departamento de Putumayo.